# Miroir de Vénus
Legousia speculum-veneris
Pour les articles homonymes, voir Vénus.
Espèce
Classification phylogénétique
Le Miroir de vénus (Legousia speculum-veneris) est une espèce de plante herbacée annuelle de la famille des Campanulacées.
Le genre Legousia a été dédié au botaniste Bénigne Le Gouz de Gerland, qui fonda en 1773 le Jardin Botanique de la ville de Dijon.
Ses autres appellations sont Campanula speculum L., Legousia arvensis Durande, Specularia speculum veneris (L.) De Candolle, Prismatocarpus speculum L'Héritier.
La miroir de Vénus est aussi nommée en France Speculaire miroir, Mirette, et en Allemagne Gemeiner Frauenspiegel, en Espagne espejo de venus, en Italie specchio di venere comune et en Angleterre large Venus's-looking-glass.

## Description

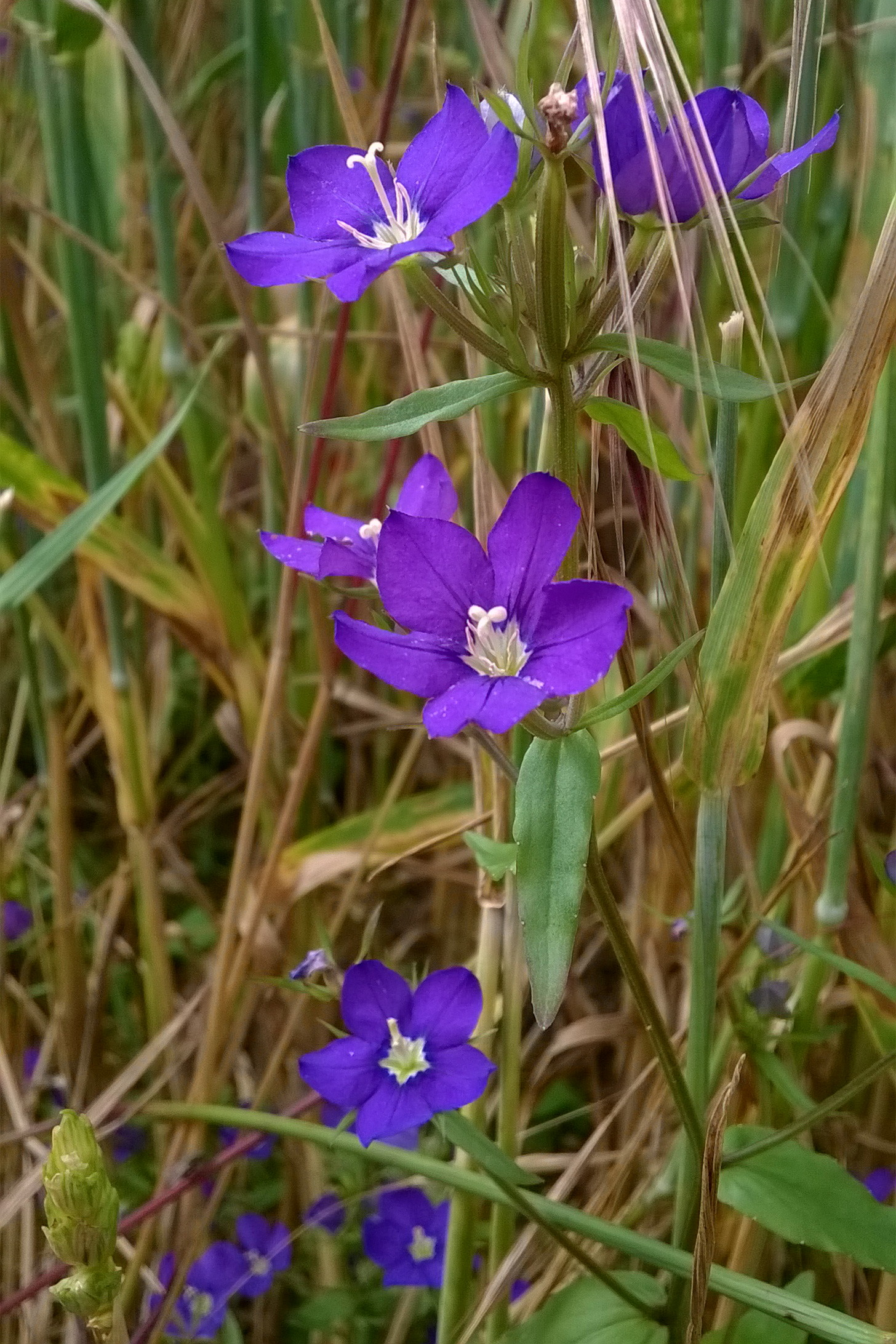
Miroir de Vénus au mois de juin dans un champ de céréales dans le nord de l'Yonne en France.

C'est une petite plante assez poilue, aux tiges ramifiées, aux feuilles alternes oblongues légèrement gaufrées, aux fleurs mesurant environ 2 cm, à corolles en étoile, groupées en panicules lâches, aux sépales dentés. Le fruit est une capsule.
Elle se distingue du Miroir de Vénus hybride (Legousia hybrida) par ses fleurs plus grandes.

## Habitat et répartition
On la rencontre dans les terrains vagues ou cultivés en plaine jusqu'à l'étage montagnard en Europe centrale
et méridionale, en Asie occidentale et en Afrique septentrionale. En Amérique elle est présente en Californie et en Pennsylvanie.
En France métropolitaine elle est présente dans tous les départements sauf huit dont ceux de Corse.

## Statut
Cette espèce est protégée dans le Limousin (Article 1).

## Utilisation
Le miroir de Vénus est utilisé en salade.